# Unonopsis costaricensis
Unonopsis costaricensis är en kirimojaväxtart som beskrevs av Robert Elias Fries. Unonopsis costaricensis ingår i släktet Unonopsis och familjen kirimojaväxter. Inga underarter finns listade i Catalogue of Life.